# Troupes coloniales

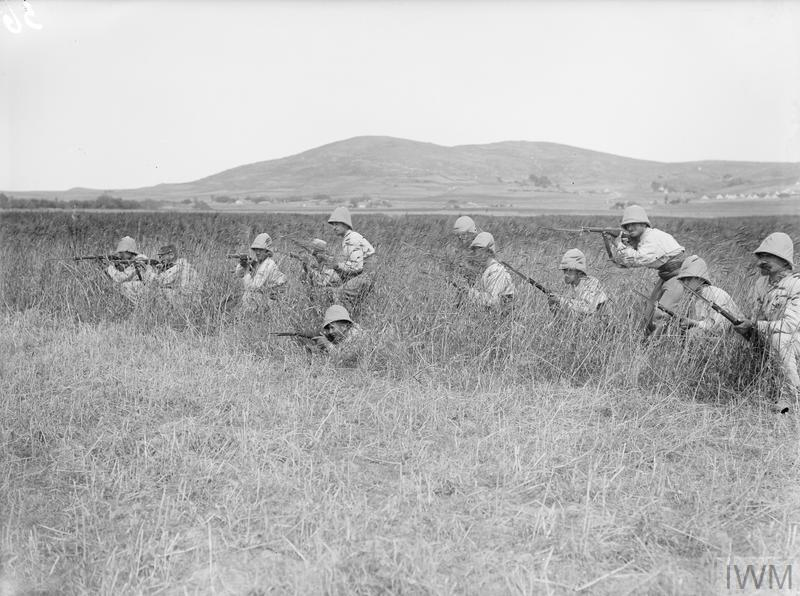
Soldati francesi (marsouins) dellInfanterie Coloniale, da un Régiment Mixte Coloniale, simulano un'avanzata a Mudros nel maggio 1915, prima dello schieramento a Gallipoli.

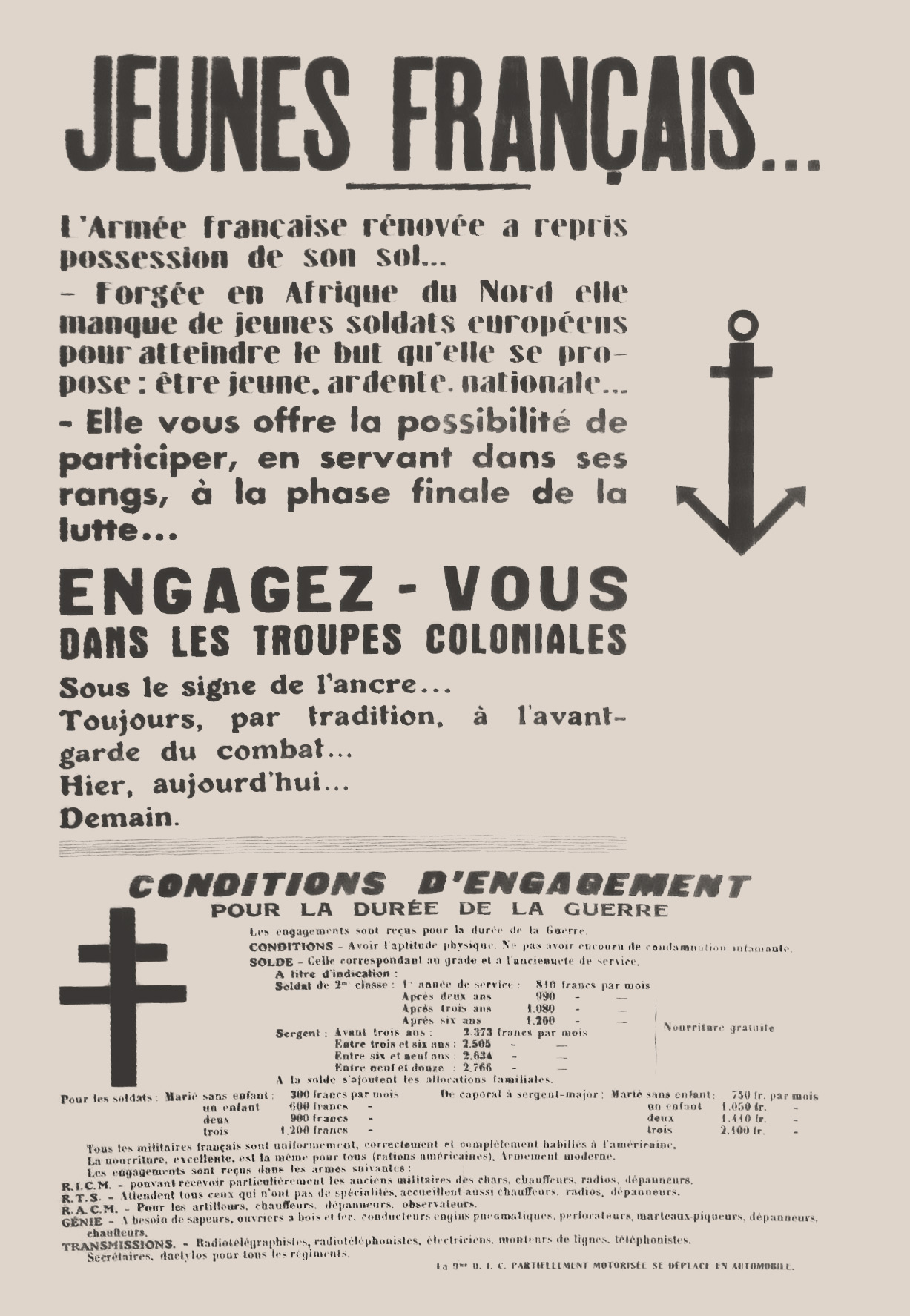
Manifesto di reclutamento delle forze coloniali per le Francia Libera.

Le Troupes coloniales (Truppe coloniali) o anche Armée coloniale (Armata coloniale), furono le forze militari dell'impero coloniale francese dal 1900 al 1961. Dal 1822 al 1900 queste truppe furono designate Troupes de marine ("Truppe di marina" o semplicemente "Marines") e nel 1961 ripresero questo nome. Vennero reclutati dalla Francia o dai coloni francesi e dalle popolazioni indigene dell'impero. Questa forza svolse un ruolo sostanziale nella conquista dell'impero, nella prima guerra mondiale, nella seconda guerra mondiale, nella guerra d'Indocina e nella guerra d'Algeria.

## Costituzione delle forze coloniali francesi
L'Armée coloniale non deve essere confusa con i famosi reggimenti nordafricani dell'esercito francese come la Legione straniera, i Battaglioni di fanteria leggera d'Africa, gli zuavi, i spahis, i tirailleurs (tiratori scelti) e i goumier algerini e marocchini, che facevano tutti parte dell'Armata d'Africa. Le unità nordafricane risalgono al 1830 e vennero riunite come XIX Corpo d'armata nel 1873, facendo parte dell'esercito metropolitano francese.
Invece le Troupes coloniales potevano essere divise in:
1. Volontari francesi di lungo servizio (o fino al 1893[2] coloni che facevano il servizio militare) assegnati al servizio nella stessa Francia o come guarnigioni nell'Africa occidentale e centrale francese, in Madagascar, in Nuova Caledonia o in Indocina;
2. Soldati indigeni reclutati in uno dei precedenti territori, che servivano sotto ufficiali francesi. Questi soldati vennero designati come Tirailleurs sénégalais, Tirailleurs malgaches, Tirailleurs indochinois, ecc. secondo il nome della colonia di origine. I Tirailleurs sénégalais era il nome dato a tutti i reggimenti dell'Africa occidentale e centrale, dal momento che il Senegal fu la prima colonia francese a sud del Sahara.

Tutte le truppe coloniali (la Coloniale o Coloniale) erano sotto un unico stato maggiore. Le troupes coloniales erano prevalentemente fanteria ma includevano unità di artiglieria oltre ai consueti servizi di supporto. In più occasioni inclusero anche unità di cavalleria reclutate localmente in Indocina e truppe cammellate nell'Africa subsahariana. In tutti i possedimenti coloniali francesi nel 1914, un totale di 25.000 ausiliari nativi servirono come guardie civili, milizie o gendarmi. Sebbene fossero ufficiali e parzialmente amministrate dall'esercito coloniale, queste unità paramilitari non prestavano servizio al di fuori dei loro territori di reclutamento.
Alla vigilia della prima guerra mondiale le Troupes Coloniales erano composte da 42.000 regolari francesi (di cui circa 13.000 distaccati all'estero); più 50.000 soldati indigeni africani e indocinesi. Due compagnie di cipahis (sepoys) presidiavano Pondicherry e altre enclavi francesi nell'India britannica. Queste compagnie vennero convertite in gendarmeria nel 1907 ma tornarono alle Troupes Coloniales nel 1921.

## I cambi di nome
Il significato preciso dei termini "truppe coloniali", "armata coloniale", truppe di marina o "truppe delle colonie francesi" è cambiato più volte a partire dal XVIII secolo:
- Durante il XVIII e l'inizio del XIX secolo "fanteria di marina" era il titolo usato per identificare le truppe francesi di stanza permanentemente nei vari territori francesi d'oltremare.
- Dopo la metà del XIX secolo questo termine venne esteso per includere le truppe "indigene" reclutate nelle colonie francesi, escluso il Nord Africa.
- Il titolo "truppe coloniali" venne adottato nel 1900, quando tutte le truppe di fanteria e di artiglieria di marina che in precedenza erano passate sotto il Ministero della Marina vennero trasferite agli ordini del Dipartimento della Guerra. Nel 1958, quando le colonie africane francesi ottennero la loro indipendenza, la missione e il titolo di queste truppe vennero ridefiniti. Dopo un breve periodo come "Truppe d'oltremare" (Troupes d'Outre-Mer) venne ripristinato il titolo tradizionale di Marines. I reggimenti di marina rimasero comunque parte dell'esercito francese.

## Le uniformi

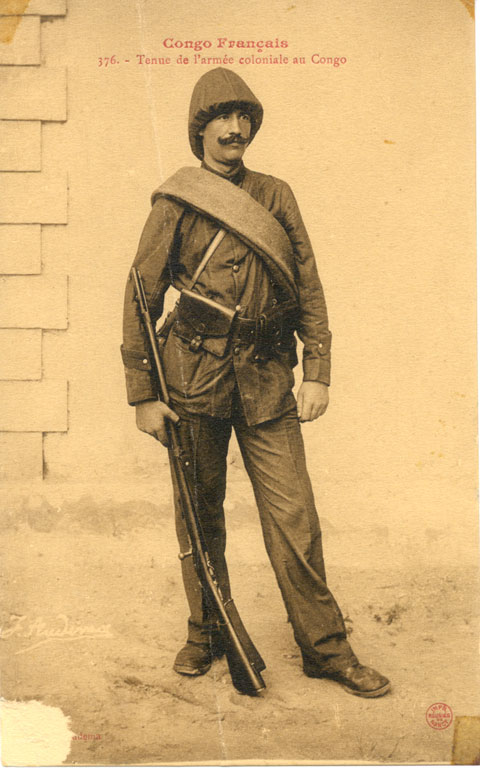
Congo francese, 1905. Uniforme da campagna della fanteria coloniale.

I reggimenti di fanteria coloniale europea erano, fino al 1914, vestiti in uno stile simile alle loro controparti metropolitane (sebbene con spalline sfrangiate gialle e pantaloni blu medio invece delle spalline rosse e dei pantaloni rossi della fanteria di linea). Nel servizio coloniale le uniformi bianche, blu scuro o cachi chiaro venivano indossate con elmetti coloniali, a seconda delle circostanze. Tra il 1895 e il 1905 venne indossata un'uniforme blu/grigia bleu mecanicien per divise da campagna in Africa ed in Indocina (vedi foto accanto). Dal 1873 in poi, le Troupes Coloniales indossavano una tunica a doppio petto, nota come paletot, che veniva indossata solo da loro. Questo indumento venne indossato durante la prima guerra mondiale ed era utile per identificare positivamente le Troupes Coloniales nelle fotografie, in quanto specificamente distinte dai soldati dell'esercito metropolitano che non indossavano questo indumento.
Come con il resto dell'esercito, adottarono uniformi blu orizzonte nel 1915, dopo l'avviso del 9 dicembre 1914. Verso la fine e dopo la prima guerra mondiale il cachi divenne la norma per tutte le truppe coloniali in contrasto con il blu orizzonte dei coscritti metropolitani. L'uniforme blu venne tuttavia restaurata per il personale francese che si era arruolato come volontario nella fanteria coloniale o nell'artiglieria coloniale, dal 1928 al 1939.
I reggimenti di tirailleur in Africa indossavano fez rossi e una fascia con uniformi blu scuro o cachi fino al 1914. Le unità indocinesi indossavano un copricapo salacco e blu, una divisa bianca o cachi chiaro basata su modelli locali. Dopo la prima guerra mondiale, il cachi divenne l'abito normale per le truppe indigene, anche se fino agli anni '50 continuarono ad essere indossati fasce e fez per le parate.
Le moderne Troupes de Marine si distinguono in divisa con kepi blu scuro con bordi rossi e distintivi d'ancora in bronzo, fasce rosse e spalline con frange gialle. Questi oggetti tradizionali sono indossati con la divisa beige chiaro o mimetica standard del moderno esercito francese nelle occasioni cerimoniali.

## Da marines a coloniali e viceversa
Dal 1822 al 1900 queste truppe, sia francesi che indigene, erano state designate come Troupes de Marine, sebbene non fossero direttamente collegate alla Marina francese. Entrambi i servizi erano tuttavia amministrati dal Ministre de la Marine e condividevano un distintivo di un'ancora. Queste insegne continuarono ad essere indossate dopo che le Troupes de la Marine divennero le Troupes Coloniales nel 1900 e le fotografie di meharisti (corpo cammellato) scattate negli anni '50 mostrano distintivi di ancore anche nel deserto mauritano lontano dal mare. Nel 1961 il titolo di Troupes de Marine venne riadattato dopo un breve periodo (1958-1961) come Troupes d'Outre-Mer (Forze d'oltremare).

## Il periodo post-coloniale
Quando i restanti territori francesi africani divennero indipendenti tra la fine degli anni '50 e l'inizio degli anni '60, i fucilieri vennero congedati, di solito per unirsi ai loro nuovi eserciti nazionali. Nel 1964, il 7º Reggimento di Tirailleurs, formato nel 1913 come 7e Régiment de tirailleurs Algériens, venne ridisegnato come 170e Régiment d'Infanterie. I vari reggimenti di Tirailleurs Indochinois vennero dispersi dal colpo di Stato giapponese del 10 marzo 1945 e non vennero riformati.
Il 1 maggio 1994, alla presenza di veterani dell'Armée d'Afrique, legionnaires, spahis, zuavi e artiglieri, il 170e Régiment d'Infanterie è stato ribattezzato 1er Régiment de Tirailleurs. Indossa le insegne e porta gli onori e le tradizioni del vecchio 1er régiment de tirailleurs Algériens, sciolto nel 1964.

## Status delle forze coloniali
Durante i loro titoli e ruoli mutevoli, le Troupes de Marine o Troupes coloniales francesi mantennero una reputazione di durezza e professionalità. Che fossero francesi o indigeni, erano, per la maggior parte, soldati regolari di lungo servizio e come tali costituivano una vera élite.

## Ai giorni d'oggi
Le unità di fanteria di marina, paracadutisti di marina, d'artiglieria e del genio rimangono un'arma distinta all'interno del moderno esercito francese.

### Pubblicazioni
- Kim Munholland, The emergence of the colonial military in France, 1880–1905, tesi di laurea, Università di Princeton, 1964.

### Media audiovisivi
- Alain de Sédouy; Eric Deroo, The forgotten history: The native Senegalese infantry, The Indochinese paratroops, The Moroccan Goumiers: a series of three documentaries Paris: GMT Productions: France 3, 1992.